# Damerower Wald
Der Damerower Wald ist ein Naturschutzgebiet im Landkreis Uckermark in Brandenburg. Es liegt südwestlich von Hetzdorf, einem Ortsteil der Gemeinde Uckerland, und südwestlich von Damerow, einem Gemeindeteil der Gemeinde Nordwestuckermark. Das 203,73 ha große Gebiet steht seit dem 30. Juni 1992 unter Naturschutz. Der kuppige, von Erlenbrüchen durchsetzte Buchenwaldkomplex ist Teil des 897 km² (= 89.700 ha) großen Naturparks Uckermärkische Seen, zu dem insgesamt 15 Naturschutzgebiete gehören.